# Ryūe Nishizawa
Ryūe Nishizawa (西沢 立衛, Nishizawa Ryūe, nascido na província de Kanagawa, em 1966) é um arquiteto japonês baseado em Tóquio. Graduado pela Universidade Nacional de Yokohama em 1990, Nishizawa é diretor de seu próprio escritório, chamado Office of Ryue Nishizawa, estabelecido em 1997. Em 1995, ele cofundou o escritório SANAA (Sejima and Nishizawa and Associates) com a arquiteta Kazuyo Sejima. Em 2010, Nishizawa e Sejima venceram o Prêmio Pritzker.